# Сєлємєнєва Еліна Віталіївна
Сєлємєнєва Еліна Віталіївна (нар. 16 травня 2003, Запоріжжя) — українська каратистка, багаторазова чемпіонка національних та міжнародних змагань,  майстер спорту України міжнародного класу.

## Життєпис
Еліна розпочала займатися карате у 11 років. Її першим тренером став Анатолій Михайленко, під керівництвом якого  вона здобула ключові перемоги на міжнародній арені. Вона є вихованкою запорізького клубу "Конкордія".
Еліна здобула золоту винагороду на Всесвітніх іграх єдиноборств 2023 році в м.Ер-Ріяд. Вона є трьох разовою чемпіонкою Європи серед молоді в категорії U21 -68kg - 2022,2023,2024 р. Також на своєму першому дорослому чемпіонаті Європи виборола бронзову винагороду.
У 2024 році закінчила Запорізький національний уніврситет за спеціальністю «Фізична культура і спорт».

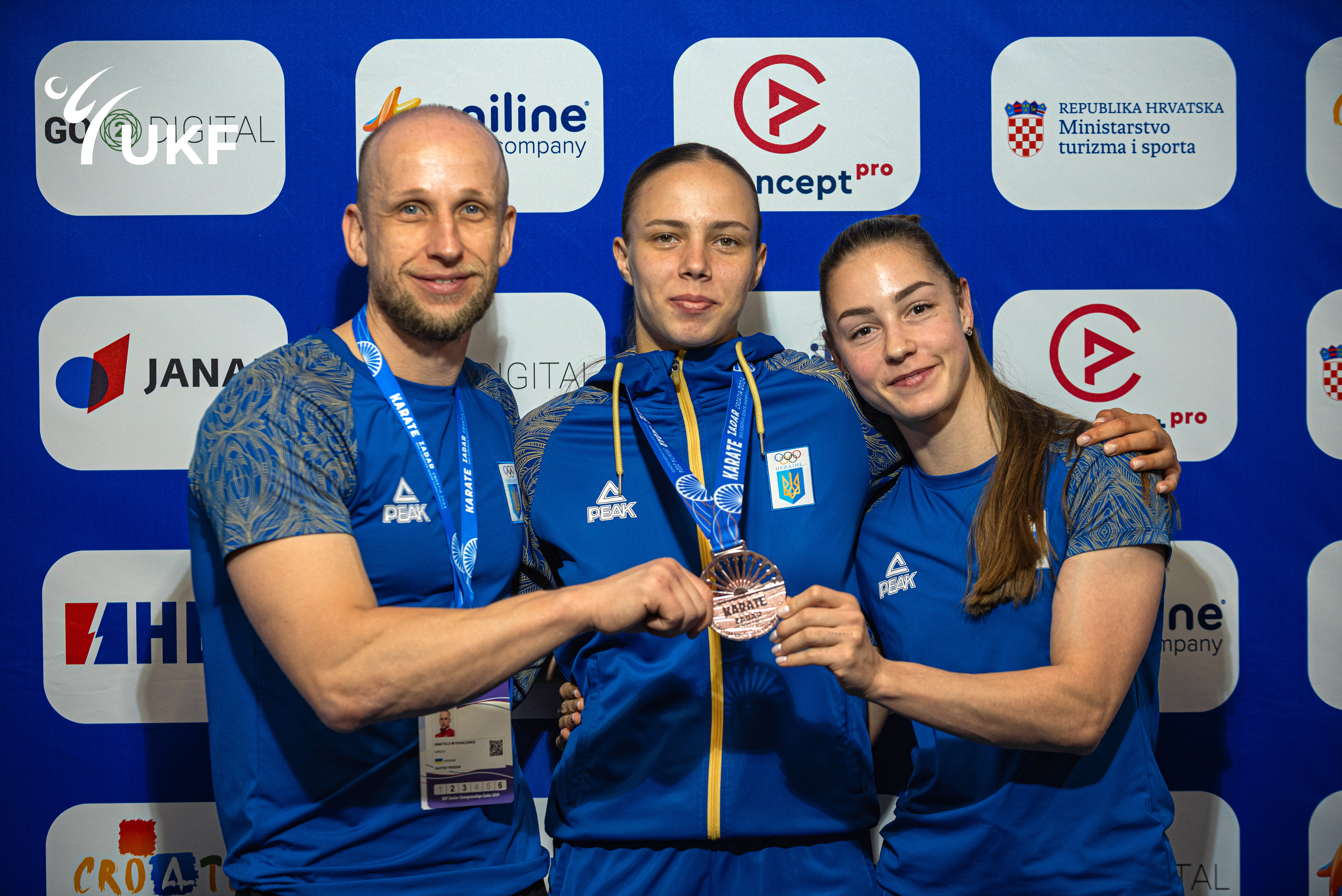
Фото Еліни з тренером та одноклубницею Олександрою Шолоховою

## Досягнення
- Чемпіонка Всесвітніх ігор єдиноборств 2023 (особисте куміте).
- Чемпіонка Європи  серед молоді 2022, 2023, 2024 (особисте куміте).
- Бронза Чемпіонату Європи 2024 (особисте куміте).
- Чемпіонка Європи серед студентів 2022 року (особисте куміте).
- Чемпіонка кубку Світу серед студентів 2022 року (особисте куміте).
- Срібна призерка турнірів серії «Карате 1 Прем'єр-Ліга» (1): Каїр (2021)
- Бронзова призерка турнірів серій
  - «Карате 1 Прем'єр-Ліга» (2): Рабат (2023), Касабланка (2024).
  - «Карате 1 Серія А» (1): Памлона (2021).
- Неодноразова чемпіонка України в особистому куміте.

Світовий рейтинг: 8-е місце (25.02.2025)